# Machlolophus
Machlolophus es un género de aves paseriformes perteneciente a la familia Paridae, distribuidas por Asia. Anteriormente los componentes del género se clasificaban en el género Parus, pero el grupo se escindió a raíz de un estudio filogenético publicado en 2013 que demostró que estaba formado por varios clados distintos.
El nombre del género, Machlolophus, fue propuesto en 1850 por el ornitólogo alemán Jean Cabanis. La palabra procede de la combinación de los términos griegos makhlos que significa «exuberante» y lophos que significa «cresta».

## Especies
El género se compone de cinco especies:
- Machlolophus nuchalis — carbonero nuquiblanco;
- Machlolophus holsti — carbonero de Formosa;
- Machlolophus xanthogenys — carbonero carigualdo del Himalaya;
- Machlolophus aplonotus — carbonero carigualdo indio;
- Machlolophus spilonotus — carbonero carigualdo chino.